# 正蒙
《正蒙》 是北宋理學家張載的哲學著作。
“蒙”是《周易》卦名，即“蒙昧未明”之意，正蒙即訂正蒙昧。《正蒙》主要的用意是以儒家学说批判佛、道思想。在张载看来，佛家“欲直语太虚，不以昼夜阴阳累其心” ，还是老子的 “谓虚能生气，则虚无穷，气有限，体用殊绝”都存在缺憾。张载特重批评佛家的“心生种种法生，心灭种种法灭”，張子以為“以我视物”，是“不免狂而已”。許多學者像朱熹、王夫之都曾经為此书做注解﹐以王夫之的《張子正蒙註》最為著名。《正蒙》本身亦囿於門戶之見，即“異端間作，若浮屠老子之書，天下共傳，與六經並行”。
《正蒙·乾称篇》中的兩篇文章《砭愚》和《訂頑》，最早書寫於書房雙牖，後被程頤改為《東銘》和《西銘》，其中《西銘》用意是宣揚儒家的“仁孝”思想﹐極受學者朱熹、韦政通、何炳棣等人的推崇。